# NGC 2508
NGC 2508是位于小犬座的一个星系。它的赤经为 8h 2m，赤纬为 8° 34′。 